# Volo Eastern Air Lines 855
Il 5 maggio 1983, un Lockheed L-1011 TriStar, codice di registrazione N334EA, operante come volo Eastern Air Lines 855, in rotta dall'aeroporto internazionale di Miami all'aeroporto internazionale di Nassau, subì la perdita di tutti e tre i motori vicino a Miami, in Florida. L'equipaggio riuscì a riavviare un motore in tempo per far atterrare il Tristar in sicurezza all'aeroporto internazionale di Miami.

## L'aereo
L'aereo dell'incidente era un Lockheed L-1011 TriStar 1, registrato come N334EA, msn 1141. L'aereo era stato prodotto nel 1976 ed era alimentato da tre motori turbojet Rolls-Royce RB211-22B.

## Sfondo
Il 4 maggio, N334EA volò a Miami, venendo sottoposto a manutenzione notturna, che includeva un controllo dei rilevatori di chip magnetici all'interno dei motori a reazione. Ciò comportò la rimozione del rilevatore principale da ciascun motore e la sostituzione con uno nuovo. Ciascun rilevatore di chip aveva due O-ring, che fungevano da paraolio. I rilevatori di chip sostitutivi non erano dotati di O-ring, un fatto non notato dal meccanico che li montò. Dopo aver montato i rilevatori nuovi, ciascun motore è stato azionato per 10 secondi per verificare la presenza di perdite d'olio, senza trovarne. L'aereo è stato approvato come riparato e rimesso in servizio.

## L'incidente
Il volo Eastern Air Lines 855 decollò dall'aeroporto internazionale di Miami alle 08:56 su un volo per l'aeroporto internazionale di Nassau alle Bahamas con a bordo 162 passeggeri e 10 membri d'equipaggio. A bordo c'era un equipaggio di volo veterano, composto dal capitano Richard Boddy (58), dal capitano Steve Thompson (48) e dall'ingegnere di volo Dudley Barnes (44). Il capitano Boddy aveva più di 12.000 ore di esperienza di volo totale, sebbene fosse nuovo con i TriStar, avendo registrato solo 13 ore a bordo degli stessi. Su questo volo, il capitano Thompson ha servito come aviatore di controllo di supervisione. Durante la sua carriera aveva accumulato quasi 17.000 ore di volo, di cui 282 sull'L-1011. L'ingegnere di volo Barnes ha avuto più di 9.000 ore di volo totali, con 2.666 ore cronometrate nella cabina di pilotaggio di un TriStar.
Alle 09:15, durante la discesa di 15.000 piedi (4.572 m), si accese l'indicatore di bassa pressione dell'olio del motore numero 2 del TriStar. L'ingegnere di volo Barnes notò che la pressione dell'olio nel motore n. 2 oscillava tra 15 e 25 psi; la pressione minima richiesta per il normale funzionamento del motore era di 30 psi. Il capitano Boddy ordinò all'ingegnere di volo di spegnere il motore.
A questo punto, l'aereo era a circa 50 miglia (80 km) da Nassau, così i piloti decisero di tornare a Miami. Il volo 855 ricevette l'autorizzazione per tornare a Miami e le istruzioni per iniziare una salita a quota 200 (20.000 piedi, 6.096 m di altitudine nominale).
Sulla strada del ritorno a Miami si accesero le spie di bassa pressione dell'olio per i motori n. 1 e n. 3, e gli indicatori della quantità di olio per tutti e tre i motori indicavano zero. Alle 09:23, il volo 855 informò il controllo del traffico di Miami delle letture dell'indicatore del motore, dichiarando però: "Riteniamo che siano indicazioni errate poiché la possibilità che tutti e tre i motori abbiano la pressione dell'olio e quantità a zero è quasi nulla". Alle 09:28, a un'altitudine di 16.000 piedi (4.877 m), il motore n. 3 si guastò. Cinque minuti dopo si spense anche il motore n. 1 mentre l'equipaggio stava tentando di riavviare il motore 2. Le luci della cabina si spensero e la strumentazione smise di funzionare. L'aereo scese privo di energia elettrica da circa 13.000 piedi (3.962 m) a circa 4.000 piedi (1.219 m), a una velocità di discesa di circa 1.600 piedi (488 m) al minuto. I piloti riavviarono con successo il motore n. 2 al terzo tentativo, eseguendo un atterraggio con un solo motore a Miami alle 09:46. Dopo l'atterraggio, la potenza del motore n. 2 era insufficiente per consentire il rullaggio dell'aereo: fu necessario utilizzare un rimorchiatore per trainarlo fino al terminal dell'aeroporto, dove gli occupanti sbarcarono normalmente. Nessuno dei 172 passeggeri e membri dell'equipaggio a bordo rimase ferito nell'incidente.

## La causa
(Rapporto sugli incidenti aerei NTSB AAR-84-04: Eastern Airlines, INC., Lockheed L-1011, N334EA.)
Successivamente è stato stabilito che i motori avrebbero funzionato per almeno 30 secondi senza gli O-ring montati prima che diventasse evidente la perdita d'olio.

## Premi
Barnes, Boddy e Thompson hanno ricevuto ciascuno un premio per l'eccezionale aerodinamica dalla Airline Pilots Association.